# Abell 263
Abell 263 è un ammasso di galassie situato prospetticamente nella costellazione di Andromeda alla distanza di oltre 3,4 miliardi di anni luce dalla Terra (light travel time). È inserito nell'omonimo catalogo compilato da George Abell nel 1958.